# 南湖东站 (武汉市)
南湖东站位于中华人民共和国湖北省武汉市江夏区水蓝路，是武黄城际铁路、武咸城际铁路两条城际铁路与京广线之间余花联络线上的火车站，于2013年12月28日启用营运，由武汉局集团管辖。本站接发武黄城际铁路和武咸城际铁路的列车。武汉东站开通后，部分武昌火车站-武汉东站区间的列车也会经停本站。

## 車站周邊
- 武汉南湖
- 湖北绅宝驾校东山综合训练场
- 武汉佰高商务宾馆
- 中南财经政法大学（南湖校区）
- 华幕电影城
- 锦绣龙城小区
- 韵湖公园

## 歷史
- 2013年12月28日通车启用。[2][3]

## 外部連結
- 中国铁路客户服务中心（页面存档备份，存于）